# Домовик
Домовик (Домовой, Домник, Дед, Стопан) в славянската митология е дух на починал родоначалник или праотец на семейството. Вярвало се, че той е бил толкова привързан към дома и наследниците си приживе, че след смъртта си е останал да обитава родовата къща, да бди и да се грижи за бъдните поколения. Основна негова грижа е поддържането на семейния огън, поради което обитава огнището или пещта, печката.
Славяните особено са почитали домовика – заделяли храна от празнични трапези и я оставяли край огнището за да се нахрани и той. Преди всяко ново начинание, семейството приготвяло специална „стопанова гозба“, канело роднини и дружно отправяли въпроси и молитви за благословия към прадедския дух, след което гуляели.
Домовикът помагал на хората в къщата, ако те са добро семейство, наглеждал децата и стопанството им. Когато стопаните на дома започвали спор или предстояла конфликтна ситуация, домовикът започвал да чупи или да бута предмети в къщата, за да престанат. Той е същество, което обича семейния уют и комфорт, а ако стопаните на дома са лоши – и той е лош с тях. Наказва ги с болест, смърт, а някой път, докато те спят, той сяда отгоре им и ги души. В такива ситуации хората питат „добро или зло“, а той отговарял. Доста често отговорът е „зло“.
Обичал да се шегува с обитателите на дома, да крие вещите им и се забавлявал докато те ги търсят.
Когато предстои да се случи някоя беда в дома, домовикът започва да вие или да създава суматоха около себе си, кара кучетата да лаят непрестанно, падат предмети, нощно време се чуват стонове и необичайни звуци. А ако се задава някое радостно събитие, се чуват мелодии, цъфтят цветята, атмосферата е приятна и жизнерадостна.
Вярвало се, че след като е измолена помощта на домовика, нещата ще потръгнат добре. Когато се местели в нов дом, стопанката взимала живи въглени от старото огнище, занасяла ги в новото жилище и измолвала от домашния дух да се засели там. Домовикът понякога вреди, друг път помага на стопаните, в зависимост от това дали са почтителни към него или от настроението му.
Особено важно е домакинята да си върши добре работата и да не го оставят гладен. Когато иска храна той потропва из стаите през нощта, докато хората спят. Ако не му обърнат внимание, домовикът се отвръща от тях и ги постигат болести и нещастия.